# باول همفري
باول همفري (بالإنجليزية: Paul Humphrey)‏ هو عازف جاز أمريكي، ولد في 12 أكتوبر 1935 في ديترويت في الولايات المتحدة.

## وصلات خارجية
- باول همفري على موقع ميوزك برينز (الإنجليزية)
- باول همفري على موقع أول ميوزيك (الإنجليزية)
- باول همفري على موقع ديسكوغز (الإنجليزية)